# Electrostricción
La electrostricción es una propiedad de todos los materiales dieléctricos que provoca una deformación bajo el efecto de un campo eléctrico.

## Explicación física
La electrostricción es una propiedad de todos los dieléctricos y es causada por un pequeño desplazamiento de los iones en la estructura cristalina cuanto se expone a un campo eléctrico externo. Los iones positivos se desplazan hacia la dirección del campo, mientras los negativos en la dirección opuesta. Este pequeño desplazamiento se acumula en todo el volumen del material provocando una elongación en la dirección del campo. El espesor del material se ve reducido en las direcciones ortogonales debido al estiramiento, siguiendo la relación de Poisson. 
Formalmente, el coeficiente de electrostricción es un tensor ({\displaystyle Q_{ijkl}}), que relaciona el tensor deformación ({\displaystyle x_{ij}}) y la densidad de polarización ({\displaystyle P_{m}}).
{\displaystyle x_{ij}=Q_{ijkl}P_{k}P_{l}}
El efecto piezoeléctrico, que está relacionado con la electrostricción pero ocurre solo en algunas estructuras cristalinas. Además, mientras que la electrostricción es cuadrática, la piezoelectricidad es lineal con la derivada del voltaje.